# Стюарт, Эсме, 3-й герцог Леннокс
Эсме Стюарт (1579 — 30 июля 1624) — шотландский аристократ, 1-й граф Марч (1619—1624), 3-й герцог Леннокс и 4-й граф Леннокс (1624), лорд-лейтенант Хантингдоншира (1619—1624).

## Биография
Младший (второй) сын Эсме Стюарта (1542—1583), 1-го герцога Леннокса (1581—1583), и Кэтрин де Бальзак.
В 1619 году Эсме Стюарт получил титул графа Марча и должность лорд-лейтенанта Хантингдоншира.
В феврале 1624 года после смерти своего старшего брата Людовика Стюарта, 2-го герцога Леннокса, не оставившего после себя законных детей, Эсме Стюарт унаследовал титулы герцога и графа Леннокса.
Был покровителем и спонсором английского поэта и драматурга Бенджамина Джонсона, который в течение пяти лет проживал в его доме.
Скончался Эсме Стюарт 30 июля 1624 года. 6 августа того же года его тело было похоронено в Вестминстерском аббатстве.

## Семья и дети
В 1609 году женился на Кэтрин Клифтон (ок. 1592—1637), 2-й баронессе Клифтон (1618—1637), дочери Гервасе Клифтона (ок. 1579—1618), 1-го барона Клифтона (1608—1618), и Кэтрин Дарси, дочери сэра Ричарда Дарси. Дети:
- Элизабет (1610—1674), жена Генри Говарда (1608—1652), 22-го графа Арундела (1646—1652)
- Джеймс (1612—1655), 4-й герцог Леннокс (1624—1655) и 1-й герцог Ричмонд (1641—1655)
- Анна (1614—1646), жена Арчибальда Дугласа (1609—1655), графа Ангуса (1638—1655)
- Генри (1616—1632), 8-й сеньор д’Обиньи (1616—1632)
- Фрэнсис (1616—1617)
- Фрэнсэс (1617—1694), жена Джерома Вестона (1605—1663), 2-й графа Портленда (1635—1663)
- Маргарет (1618—1618)
- Джордж (1618—1642), 9-й сеньор д’Обиньи, погиб в битве
- Людовик (1619—1665), 10-й сеньор д’Обиньи
- Джон (1621—1644), погиб в битве
- Бернард (1623—1645), погиб в битве